# 蒙特貝洛鎮區 (伊利諾伊州漢考克縣)
蒙特貝洛鎮區（英語：Montebello Township）是位於美國伊利諾伊州漢考克縣的一個行政鎮區。

## 地方資料
根據2010年美國人口普查的數據，蒙特貝洛鎮區的面積為106.60平方千米，當中陸地面積為95.30平方千米，而水域面積為11.30平方千米。當地共有人口3444人，而人口密度為每平方千米32.31人。